# Uhbニュースレポート23:30
『uhbニュースレポート23:30』とは、かつて北海道文化放送で放送されていた週末最終版のニュース番組（『FNNニュースレポート23:30』の北海道文化放送タイトル差し替え）で、『uhbニュースレポート23:00』の週末版でもある。正式タイトルは『UHBニュースレポート23:30 FNN』（ユーエイチビーニュースレポートにいさんさんまるエフエヌエヌ）。

## 放送時間
- 土曜・日曜 23:30 - 23:45 （1977年4月9日 - 1987年3月29日）

## オープニング
デジタル数字が23:30以外は、UHBニュースレポート23:00と同じである。
| 北海道文化放送 週末最終版のUHBニュース | 北海道文化放送 週末最終版のUHBニュース | 北海道文化放送 週末最終版のUHBニュース |
| 前番組                                 | 番組名                                 | 次番組                                 |
| -------------------------------------- | -------------------------------------- | -------------------------------------- |
| FNNニュース最終版 （第1期）            | UHBニュースレポート23:30               | FNNニュース工場                        |

| スタブアイコン | サブスタブ | この項目は、まだ閲覧者の調べものの参照としては役立たない、テレビ番組に関連した書きかけの項目です。この項目を加筆・訂正などしてくださる協力者を求めています（P:テレビ/PJ:放送または配信の番組）。 |